# Tín biểu Nicaea
Tín biểu Nicea, Bản tín điều Nicea hay Kinh tin kính Nicea (tiếng Latinh: Symbolum Nicaenum) là kinh tuyên xưng đức tin của Giáo hội Công giáo. Có hai kinh tin kính mang tên Nicea. Kinh nguyên thủy do Công đồng Nicaea I soạn thảo năm 325 để chống lạc giáo Arius và một kinh thông dụng hơn là Kinh tin kính của công đồng Nicea và Công đồng Constantinopolis I (năm 381).

## Bối cảnh
Thế kỷ thứ II, xuất hiện nhiều cách giải thích khác nhau về niềm tin Ba Ngôi trong công thức rửa tội: Cha và Con và Thánh Thần. "Ảo thân thuyết" nói Chúa Giêsu có thân xác giả, "Nghĩa tử thuyết" nói Ngài là người thường được Chúa nhận là Con. Quan điểm khác thì cho rằng: Cha ở trong Con và đồng thụ nạn. Những người dựa vào câu trong Tin Mừng Gioan Ga 14,28: "Cha Tôi cao trọng hơn Tôi" lại nói Con thấp hơn và lệ thuộc vào Cha.
Năm 313, các cuộc tranh luận lan nhanh ra khắp đế quốc, trong đó có Linh mục Ario. Ario phụ trách giáo xứ Baucalis thuộc giáo phận Alexandria. Ông cho rằng: Chúa Con có khởi sự được tạo dựng, không đồng bản tính với Chúa Cha; Ngôi Lời bất toàn, đổi thay và chỉ được gọi là Chúa...
Alexander, Giám mục Alexandria không chấp nhận điều đó. Chúa Con, Lời Thiên Chúa phải hiện hữu từ vĩnh cửu như Chúa Cha. Vì nếu Ngài không phải là "Thiên Chúa làm người" thì con người không thể được Thiên Chúa hóa và không được cứu độ.
Năm 318, Ario và một số thân hữu bị vạ tuyệt thông. Nhưng ông không bỏ cuộc, ông thuyết phục nhiều bạn học cũ trong đó có Giám mục Eusebius. Cuộc tranh luận giữa hai phe bùng nổ.
Constantinus I, sau khi thống nhất đế quốc, đã ra lệnh cho đôi bên phải giải hòa nhưng thất bại, hoàng đế nghe Giám mục Osius cố vấn, viết thư mời tất cả các Giám mục về dự công đồng. Ông tin rằng sự hiệp nhất của Giáo hội ảnh hưởng lớn đến sự hiệp nhất của đế quốc.

## Công đồng Chung Nicea (325)
Công đồng này là công đồng chung đầu tiên của Giáo hội. Nó đã quy tụ 300 Giám mục Đông phương, 2 linh mục Roma.
Cuộc tranh luận kéo dài một tháng. Nhóm Arius bị kết án. Giám mục Osius đưa ra bản Kinh Tin Kính trong đó khẳng định Chúa Con đồng bản thể (Homoousios) với Chúa Cha, xác định Cha và Con bằng nhau hoàn toàn.
Bản văn Kinh Tin Kính được đưa ra tương đối ngắn, kết thúc bằng câu: "Tôi tin kính Đức Chúa Thánh Thần", kèm theo đó là bốn lời lên án tuyệt thông lạc giáo Arius. Arius và 2 Giám mục theo ông bị đày qua Ba Tư. Ba Giám mục khác không đồng ý nhưng ký nhận, về sau rút lại, bị phát lưu qua Gallia.

### Bản Kinh Tin Kính Nicea (lược dịch)
Tôi tin kính một Thiên Chúa là Cha toàn năng,

Đấng tạo thành muôn vật hữu hình và vô hình.

Tôi tin kính một Chúa Giêsu Kitô, Con Thiên Chúa,

sinh bởi Đức Chúa Cha;

là con một duy nhất;

bởi bản thể Chúa Cha.

Người là Thiên Chúa bởi Thiên Chúa,

Ánh Sáng bởi Ánh Sáng,

Thiên Chúa thật bởi Thiên Chúa thật,

được sinh ra mà không phải được tạo thành,

đồng bản thể với Đức Chúa Cha.

Nhờ Người mà muôn vật được tạo thành trên trời đất.

Vì loài người chúng ta và để cứu độ chúng ta,

Người đã xuống thế nhập thể

và đã làm người.

Người chịu khổ hình;

ngày thứ ba Người sống lại, lên trời

và Người sẽ đến

để phán xét kẻ sống và kể chết.

Tôi tin kính Đức Chúa Thánh Thần.

Nhưng bây giờ kẻ nào dám nói:

"Đã có lúc Ngôi Lời không hiện hữu",

"Người không hiện hữu trước khi được tạo thành",

và "Người đã được tạo thành từ hư không",

hay "Người là một bản thể khác",

hoặc "Con Thiên Chúa đã được tạo thành,

bất toàn và thay đổi"

- những kẻ này bị lên án

bởi Hội Thánh Công giáo thánh thiện và tông truyền.

## Công đồng Constantinopoli (381)
Sau công đồng Nicea, nhiều người không đồng ý chữ "Đồng bản thể" (Homoousios) vì không có trong Kinh Thánh. Họ sợ rơi vào lạc giáo không phân biệt Cha với Con.
Năm 381, hoàng đế Theodosius I triệu tập Công đồng Constantinopoli với 181 Giám mục Đông phương, nhưng 36 vị bỏ về.
Công đồng lấy lại Kinh Tin Kính Nicêa và thêm những câu như: "Tôi tin kính...Con Một Thiên Chúa" và "Chịu khổ hình", tuyên xưng về Thánh Thần "Tôi tin kính Đức Chúa Thánh Thần là Thiên Chúa và là Đấng ban sự sống, Người bởi Đức Chúa Cha mà ra, Người được phụng thờ và tôn vinh cùng với Đức Chúa Cha và Đức Chúa Con"...Về Chúa Con, công đồng thêm: "Bởi phép Đức Chúa Thánh Thần, Người đã nhập thể trong lòng Trinh Nữ Maria và đã làm người...".
Bản Kinh tin kính của công đồng này có những điểm khác vởi bản kính cũ của Nicea ở những điểm sau:
- Nói nhiều hơn về Chúa Giêsu Kitô.
- Bỏ câu: "bởi bản thể Chúa Cha".
- Nói nhiều hơn về Chúa Thánh Thần.
- Thêm những khoản về Hội thánh, phép rửa, kẻ chết sống lại và sự sống đời sau.
- Không có lời lên án tuyệt thông.

Bản văn này là bản văn đang được dùng trong Phụng vụ của Giáo hội Công giáo.

### Bản tiếng Việt theo Công giáo[1]
Tôi tin kính một Thiên Chúa là Cha toàn năng,

Đấng tạo thành trời đất, muôn vật hữu hình và vô hình.

Tôi tin kính một Chúa Giêsu Kitô, Con Một Thiên Chúa,

Sinh bởi Đức Chúa Cha từ trước muôn đời.

Người là [Thiên Chúa bởi Thiên Chúa,]

Ánh Sáng bởi Ánh Sáng,

Thiên Chúa thật bởi Thiên Chúa thật,

được sinh ra mà không phải được tạo thành,

đồng bản thể với Đức Chúa Cha:

nhờ Người mà muôn vật được tạo thành.

Vì loài người chúng ta và để cứu độ chúng ta,

Người đã từ trời xuống thế.

Bởi phép Đức Chúa Thánh Thần,

Người đã nhập thể trong lòng Trinh Nữ Maria,

và đã làm người.

Người chịu đóng đinh vào thập giá vì chúng ta,

thời quan Phongxiô Philatô;

Người chịu khổ hình và mai táng,

ngày thứ ba Người sống lại như lời Thánh Kinh.

Người lên trời, ngự bên hữu Đức Chúa Cha,

và Người sẽ lại đến trong vinh quang

để phán xét kẻ sống và kẻ chết,

Nước Người sẽ không bao giờ cùng.

Tôi tin kính Đức Chúa Thánh Thần

là Thiên Chúa và là Đấng ban sự sống,

Người bởi Đức Chúa Cha [và Đức Chúa Con] mà ra,

Người được phụng thờ

và tôn vinh cùng với Đức Chúa Cha và Đức Chúa Con:

Người đã dùng các tiên tri mà phán dạy.

Tôi tin Hội Thánh duy nhất, thánh thiện,

công giáo và tông truyền.

Tôi tuyên xưng có một Phép Rửa để tha tội.

Tôi trông đợi kẻ chết sống lại và sự sống đời sau. Amen.

### Bản Tiếng Việt theo đạo Tin Lành[2]
Tôi tin một Đức Chúa Trời là Cha Toàn Năng,

Ngài là Đấng tạo dựng nên trời và đất,

cùng mọi vật hữu hình và vô hình.

Tôi tin một Đức Chúa Jêsus Christ là Con độc sanh của Đức Chúa Trời

từ trước khi Đức Chúa Cha tạo dựng nên muôn vật.

Ngài [là Đức Chúa Trời],

là sự sáng,

là Đức Chúa Trời Chân Thật.

Ngài không phải là một tạo vật,

nhưng vốn cùng một bản thể với Đức Chúa Cha,

là Đấng tạo dựng nên muôn lòai vạn vật.

Để cứu chuộc chúng ta,

Ngài đã từ trời giáng thế,

được hoài thai bởi Đức Chúa Thánh Linh trong nữ đồng trinh Mari.

Ngài trở thành người,

chịu đóng đinh thay cho chúng ta

dưới quyền Bôn-xơ Phi-lát.

Ngài chịu chết và được chôn;

đến ngày thứ ba Ngài sống lại, theo như lời Kinh Thánh,

và thăng thiên, ngồi bên hữu của Đức Chúa Cha.

Ngài sẽ trở lại trong vinh hiển

để xét đóan kẻ sống và kẻ chết.

Vương quốc của Ngài sẽ vững bền mãi mãi.

Tôi tin Đức Thánh Linh,

là Chúa và là Đấng ban sự sống.

Ngài đến từ Đức Chúa Cha [và Đức Chúa Con].

Ngài được thờ phượng

và tôn vinh cùng với Đức Chúa Cha và Đức Chúa Con.

Ngài phán bởi môi miệng của các Đấng Tiên Tri.

Tôi tin một Hội Thánh Phổ Thông

của các Thánh Đồ.

Tôi nhận biết một phép Báp-têm để chuộc tội.

Tôi trông chờ sự sống lại của những kẻ chết

và sự sống đời sau.

Amen.
Lưu ý: Kinh Tin Kính của Giáo hội Chính thống giáo Đông Phương không có mấy từ trong ngoặc này.